# Stanisław Ocic Pilecki
Stanisław Ocic Pilecki (herbu Leliwa) (zm. 13 kwietnia 1523 ) – podkomorzy przemyski 1510–1523 , starosta zamechski 1509–1523  i sanocki 1516–1523 . Dworzanin królewski przed 1509–1523, sekretarz królewski od 1512; poseł na sejmy piotrkowski 1509, krakowski 1515 i 1518, bydgoski 1520, piotrkowski 1522. Uczestnik bitew pod Wiśniowcem (1512), Orszą (1514) i Chojnicami (1520) .
Syn podkomorzego lubelskiego Otto Pileckiego (zm. 1504) i Anny z Szamotulskich, a wnuk wojewody ruskiego Jana (zm. 1496). Młodszy brat Mikołaja i Andrzeja Ociców.
W rezultacie podziału dóbr ojcowskich przed 1508 otrzymał klucz sośnicki oraz klucz łańcucki, na którym dożywocie trzymała jego matka . Po śmierci brata Andrzeja w 1509 objął po nim tenutę zamechską . Między 1519 a 1521 przejął od kuzyna Stanisława, starosty gródeckiego, zarząd dóbr tyczyńskich. W 1518 i 1519 kupił place przed klasztorem św. Andrzeja i kościołem św. Marcina przy ul. Grodzkiej w Krakowie. W 1522 otrzymał od króla w dożywocie młyn słodowy w Krośnie .
Cieszył się szczególnymi względami Zygmunta I. Wziął z orszakiem udział w powitaniu Bony Sforzy pod Krakowem i w uroczystościach ślubnych pary królewskiej 18 kwietnia 1518. Zmarł bezpotomnie w wyniku obrażeń po upadku z konia na drodze z Tarnowa do Krakowa . Całość ojcowskiego majątku przejął wówczas jedyny pozostały przy życiu z braci Ociców Mikołaj.